# Rhizotrogus ballioni
Rhizotrogus ballioni är en skalbaggsart som beskrevs av Brenske 1888. Rhizotrogus ballioni ingår i släktet Rhizotrogus och familjen Melolonthidae. Inga underarter finns listade i Catalogue of Life.